# Werner Mattle
Werner Mattle, född den 6 november 1949 i Oberriet, är en schweizisk före detta alpin skidåkare.
Mattle blev olympisk bronsmedaljör i storslalom vid vinterspelen 1972 i Sapporo.